# Philip Yorke (1. hrabia Hardwicke)
Philip Yorke, 1. hrabia Hardwicke (ur. 1 grudnia 1690 w Dover, zm. 6 marca 1764 w Londynie) – brytyjski arystokrata, prawnik i polityk, bliski współpracownik dwukrotnego premiera Wielkiej Brytanii księcia Newcastle, lord kanclerz w latach 1737–1756.

## Życiorys
Był synem prawnika Philipa Yorke’a i Elizabeth Gibbon, córki Richarda Gibbona. W wieku 14 lat, po ukończeniu nauki w prywatnej szkole w Bethnal Green, rozpoczął pracę w biurze prawniczym w Londynie. Dzięki protekcji swojego przełożonego został w listopadzie 1708 r. przyjęty do Middle Temple. W 1715 r. rozpoczął praktykę adwokacką. W 1718 r. zaprzestał prowadzenia spraw przed Sądem Ławy Królewskiej i przeniósł się do Sądu Kanclerskiego. Dzięki protekcji lorda kanclerza lorda Macclesfielda został w 1719 r. wybrany do Izby Gmin z okręgu Lewes.
Już w 1720 r. został radcą generalnym Anglii i Walii. W 1722 r. zmienił okręg wyborczy na Seaford. Rok później został prokuratorem generalnym. Po upadku Macclesfielda oskarżonego w 1725 r. o korupcję i przywłaszczenie pieniędzy publicznych Yorke znalazł sobie nowego protektora w postaci księcia Newcastle. W 1733 r. został Najwyższym Sędzią Sądu Ławy Królewskiej i otrzymał tytuł barona Hardwicke. W 1737 r. objął stanowisko lorda kanclerza. Pozostał na tym stanowisku po upadku gabinetu Roberta Walpole’a i utrzymał się na nim aż do 1756 r.
W okresie swojego urzędowania na stanowisku lorda kanclerza Hardwicke wydał wiele orzeczeń, które stanowiły podstawę angielskiego prawa spółek (sprawy Prokurator generalny vs. Davy z 1741 r., The Charitable Corporation vs. Sutton z 1742 r. i Whelpdale vs. Cookson z 1747 r.). Prowadził również procesy jakobitów po przegranym powstaniu 1745 r. W 1753 r. doprowadził do przyjęcia Marriage Act, który wymagał oficjalnej formy zawarcia małżeństwa i ustalał minimalny wiek wymagany do tego by małżeństwo było legalne na 21 lat.
Kiedy w 1754 r. nowym premierem został książę Newcastle jego lord kanclerz otrzymał dodatkowe tytuły hrabiego Hardwicke i wicehrabiego Royston. Lord Hardwicke utracił stanowisko po upadku gabinetu w 1756 r. Brał następnie udział w negocjacjach, którego doprowadziły do powołania w 1757 r. koalicyjnego gabinetu zwolenników Newcastle’a i Williama Pitta Starszego, ale nie otrzymał w nim żadnego stanowiska. Był przeciwnikiem rządu lorda Bute’a powołanego w 1762 r. oraz jego planom pokoju z Francją. W sprawie Wilkesa krytykował działania rządu.
Lord Hardwicke zmarł w 1764 r. Tytuły parowskie odziedziczył jego najstarszy syn, Philip.

## Rodzina
16 maja 1719 r. poślubił Margaret Cocks (zm. 10 września 1761), wdowę po Johnie Lygonie, córkę Charlesa Cocksa i Mary Somers, córki Johna Somersa. Philip i Margaret mieli razem pięciu synów i dwie córki:
- Margaret Yorke (zm. 10 sierpnia 1769), żona sir Gilberta Heathcote’a, 3. baroneta, nie miała dzieci
- Philip Yorke (9 marca 1720 – 16 maja 1790), 2. hrabia Hardwicke
- Charles Yorke (30 grudnia 1722 – 20 stycznia 1770)
- Joseph Yorke (24 czerwca 1724 – 2 grudnia 1792), 1. baron Dover
- Elizabeth Yorke (sierpień 1725 – 1 czerwca 1760), żona George’a Ansona, 1. barona Anson
- John Yorke (27 sierpnia 1728 – 4 września 1801), ożenił się z Elizabeth Lygon, miał jedną córkę
- James Yorke (9 marca 1730 – 26 sierpnia 1808), biskup Ely